# Ambarès-et-Lagrave
Ambarès-et-Lagrave (okzitanisch Ambarés e La Grava) ist eine französische Stadt mit 17.298 Einwohnern (Stand 1. Januar 2022) im Département Gironde in der Region Nouvelle-Aquitaine. Die Stadt liegt im Arrondissement Bordeaux und im Kanton La Presqu’île.
Ambarès-et-Lagrave liegt nordöstlich von Bordeaux zwischen Garonne und Dordogne. Das Gemeindegebiet wird vom Flüsschen Gua durchquert, das hier unter dem Namen Estey du Gua bekannt ist. Die Gemeinde wird durch Buslinien der TBC erschlossen.

## Geschichte
Zur Zeit der Kreuzzüge gründete der Templerorden die Kommende Lagrave und betrieb dort ein Hospiz für Leprakranke (Aussätzige).

### Bevölkerungsentwicklung
| 1962 | 1968 | 1975 | 1982 | 1990   | 1999   | 2006   | 2011   | 2017   |
| ---- | ---- | ---- | ---- | ------ | ------ | ------ | ------ | ------ |
| 5831 | 7134 | 7622 | 8105 | 10.195 | 11.206 | 12.706 | 13.422 | 16.344 |

## Gemeindepartnerschaften
- Norton Radstock im Vereinigten Königreich, seit 1982
- Kelheim in Bayern (Deutschland), seit 1989

## Sehenswürdigkeiten

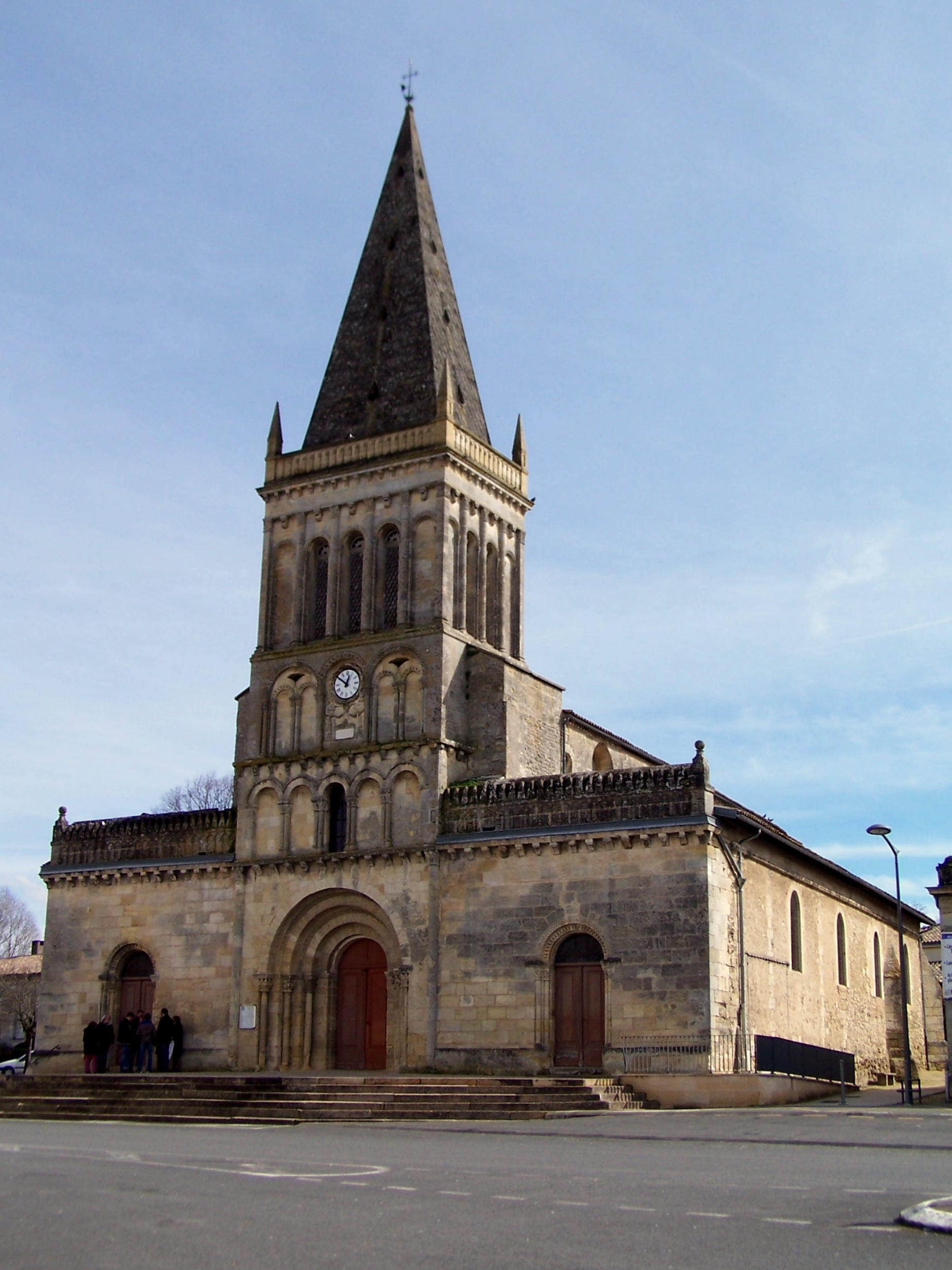
Kirche Saint-Pierre

Siehe auch: Liste der Monuments historiques in Ambarès-et-Lagrave
- Kirche Saint-Pierre (Monument historique)
- Schloss Peychaud (Monument historque)
- Markthalle aus dem 19. Jahrhundert

## Söhne und Töchter der Stadt
- Edmond Luguet (1886–1974), Radrennfahrer
- Louis Luguet (1892–1976), Radrennfahrer